# 張堅 (永樂進士)
張堅（14世紀—15世紀），字彥誠，號勿欺，南直隸太平府蕪湖縣人，明朝政治人物。

## 生平
張堅是永樂三年（1405年）舉人，十三年（1415年）成進士，獲授庶吉士，外任河內知縣；他為人溫和正直，辭官後居於林下多年，非正人不交、非經史不讀，專注模仿聖賢，實踐訓誨後輩，以正心誠意為宗旨，而他寫下的詩歌文詞都是為當時感言，不尚尚浮華，八十一歲才去世。
他讀書時曾讀到朱子作品內有「勿欺」二字，就拿來命名其家堂，檢討張頴、編修周孟簡為他作序。

## 引用
1. 1 2  民國《蕪湖縣志·卷五十·人物志》：張堅，字彥誠，號勿欺，領永樂癸未【乙酉】鄉薦，乙未進士，授翰林庶吉士，改官河南河內縣知縣。先是堅讀書中秘得考亭朱子勿欺二字，歸以顏其堂，檢討張頴、編修周孟簡作序併銘之；堅為人溫厚而易直，居林下多年非正人不交、非經史弗讀，刻志求合聖賢返，躬實踐訓誨後學，一以正心誠意為宗旨，所作詩歌文詞感時言志，不尚浮靡，人皆以文獻稱之，卒年八十一。
2. ↑  民國《蕪湖縣志·卷四十五·選舉志》：進士……明……張堅 永樂乙未科陳循榜，詳人物……舉人……明……張堅 永樂三年乙酉科，見進士
3. ↑  《明太宗文皇帝實錄·卷一百六十二》：（永樂十三年三月丁巳）命……第二甲第三甲進士洪瑛、王翺、林文𥞴、宋魁、陳鏞、曾弘、林遒節、胡㵾、章文昭、嚴珊、金關、王瑛、鄭珞、袁璞、周崇厚、習侃、鄭雍言、牟倫、呂棠、張益、黃仲芳、廖謨、宋琰、朱㫤、范琮、黃瓛、陳文璧、高穀、張堅沈暘及原習譯書王懋、姚昇、胡清、方勉、林超、曹義、龔英、時永、彭麟應、陳坤奇、李芳、葉頴、王士華、吳紹生、丁毅、石玉、黎民、張遜、萬完、周貴、連智、王諭、樊斆、王麟、戴覲、許彬、徐景安、石慶、鄭猷、李冠祿、周安、謝暉為翰林院庶給事【庶吉士】……